# Оленин, Пётр Алексеевич (1794)
Пётр Алексе́евич Оле́нин (21 декабря 1794 [1 января 1795], Санкт-Петербург — 22 августа [3 сентября] 1868; село Прутня, Новоторжский уезд, Тверская губерния, Российская империя) — русский военный деятель и художник-любитель, сын государственного деятеля А. Н. Оленина; участник Отечественной войны, генерал-майор в отставке (1833), почётный вольный общник Императорской Академии художеств (с 1827).

## Биография
Родился в семье Алексея Николаевича Оленина и Елизаветы Марковны, урождённой Полторацкой. При крещении, которое состоялось 28 декабря в церкви Успения Пресвятой Богородицы на Сенной, восприемниками значились генерал-майор Иван Фёдорович Дмитриев-Мамонов (1754—1812) и Агафоклея Александровна Полторацкая, бабка новорожденного.
С рождения, как и старший Николай (1793—1812), был записан отцом в лейб-гвардии Семёновский полк, но с воцарением императора Павла братья были исключены из списков как «не явившиеся по вызову налицо». Детские годы Оленина прошли в родительском особняке на Фонтанке, а также в небольшом семейном имении Приютино, которое служило местом летнего отдыха для семьи и их столичных знакомых: К. Н. Батюшкова, П. А. Вяземского, А. С. Грибоедова, В. А. Жуковского, Н. И. Гнедича, И. А. Крылова. Пятнадцатилетний Пётр Алексеевич также увлекался сочинительством: в 1809 году результатом путешествия автора из городского дома в усадьбу стало произведение «Тринадцать часов, или Приютино».
С 1807 года Оленин на действительной военной службе: колонновожатый в свите Его Императорского Величества по квартирмейстерской части. 25 апреля 1809 года переведён в лейб-гвардии Семёновский полк в звании портупей-прапорщика. Прапорщик (9.03.1812). Пётр Алексеевич был произведён в первый офицерский чин в день выступления в поход лейб-гвардии Преображенского и Семёновского полков из Санкт-Петербурга в Вильно (9.03.1812), но приказ по полку состоялся лишь 20 апреля. После проведения 29 и 31 мая парада и манёвров полк должен был вернуться обратно, но с началом французского вторжения и последующим царским манифестом направился в Свенцяны, где собиралась пехота. Отправляя «юных сыновей» на войну, Алексей Николаевич передал им наставление: «Будьте набожны без ханжества, добры без лишней нежности, тверды без упрямства; помогайте ближнему всеми силами вашими, не предаваясь эгоизму, который только заглушает совесть, а не успокаивает её. Будьте храбры, а не наянливы, никуда не напрашивайтесь, но никогда не отказывайтесь, если вас куда посылать будут, хотя бы вы видели перед собою неизбежную смерть, ибо, как говорят простолюдины, „двух смертей не бывает, а одной не миновать“». Братья Оленины были переданы родителями под опеку батальонного командира полковника Максима Ивановича де Дамаса, а также двух крепостных дядек — Михаила Карасёва и Тимофея Мешкова. Полковник писал А. Н. Оленину:
Еще я вас должен уведомить о немаловажных происшествиях, случившихся с Николаем и с Петром. 1-й потерял между Софиею и Гатчиною кисет с табаком, а вторый забыл в Гатчине несколько фунтов конфет, которые после были присланы в полк при сообщении, и мною розданы, кому конфет угодно было.

В составе полка братья приняли участие в Бородинской битве. М. И. Муравьёв-Апостол вспоминал, что Пётр как адъютант 2-го батальона находился верхом и был ранен пролетевшим около его головы ядром. После падения с лошади «его сочли убитым». Князь Сергей Петрович Трубецкой, навещавший раненых, сообщил сослуживцам, что младший Оленин лишь контужен. 
«В это время неприятельский огонь усилился, и ядра начали нас бить. Тогда командир 2-го баталиона, полковник барон Максим Иванович де Дамас скомандовал: “Г-да офицеры, по местам”». Николай Алексеевич Оленин встал у своего взвода, а граф Татищев перед ним у своего, лицом к Оленину. Они оба радовались только что сообщенному счастливому известию; в эту самую минуту ядро пробило спину графа Татищева и грудь Оленина и унтер-офицеру оторвало ногу.

Раненый Пётр «в беспамятстве» был доставлен в Москву полковником Дамасом, а Николай и граф Сергей Николаевич Татищев (сын графа Н. А. Татищева) похоронены слугами. Последние писали Олениным: «Ехав по дороге с телами, нашли мы раненого Петра Алексеевича в перевязке в прежнем положении. По приезде нашем в Можайск сыскали мы два гроба для Николая Алексеевича и Г. Татищева, и Священник, отпев их, похоронил по долгу христианскому. — При сём случае был и Полковник Максим Иванович, который также ранен в левую руку легкою раною. — Он с Петром Алексеевичем поехал до Москвы и берег его, как сына своего». Два дня Оленин не приходил в себя, но постепенно начал поправляться. К. Н. Батюшков писал Гнедичу: «Оленин тебя обрадует; ему гораздо лучше; память его слаба, но от слабости телесной, то есть всего тела, а не от мозгу, хотя удар и был в голову.» В 1813 году во время болезни О. Кипренский нарисовал портрет Петра Алексеевича (впоследствии был в собственности Олениных и затем в московском Румянцевском музее; с 1925 года в Третьяковской галерее). 

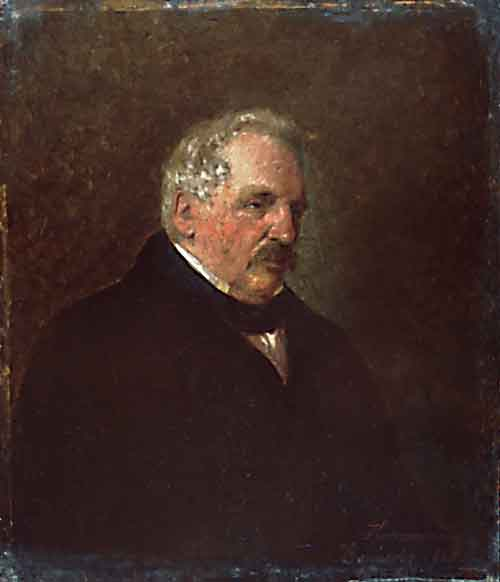
На портрете Хорнемана (1860)

Через месяц после контузии Пётр Оленин вернулся в действующую армию. В 1813 году в чине подпоручика Оленин состоял адъютантом графа П. А. Строганова и участвовал в заграничных походах русской армии. В 1814 году Оленин был назначен адъютантом к М. С. Воронцову и в составе оккупационного корпуса принял участие в сражении под Парижем.
В 1819 году в чине штабс-капитана Оленин назначен адъютантом П. П. Коновницына. После волнений в Семёновском полку и приказа о его раскассировании Пётр Алексеевич переведён 24 января 1821 года в лейб-гвардии Егерский полк. 26 марта 1823 года уволен «по болезни» в чине капитана.
Вновь вернулся на службу 9 января 1824 года в чине подполковника в корпус инженеров путей сообщения адъютантом к Главноуправляющему путями сообщения герцогу Александру Вюртембергскому. В 1830 году был назначен командующим бригадой военно-рабочих батальона путей сообщения, однако Оленин всё чаще задумывался об отставке и обращался к отцу за советом, который 8 июля 1832 года писал, что хотя «мы не требуем, чтобы ты оставался в службе, но желали бы только, чтобы ты достиг генеральского чина не из тщеславия, а из твоей собственной, по нашему мнению, пользы». Не прислушавшись к словам отца, в январе 1833 года Оленин вышел в отставку с мундиром и чином генерал-майора.
Остальную часть жизни провёл главным образом в Тверской губернии в своей усадьбе Машук, которую выстроил к осени 1835 года на землях, подаренных тестем, и назвал в честь жены. Лишь временами семья Олениных ненадолго выезжала в Петербург или Москву или гостила у многочисленных родственников.
Скончался 22 августа 1868 в селе Прутне.

## Живопись
Как и младший брат Алексей, П. А. Оленин имел способности к рисованию и был неплохим художником-портретистом. Из его работ наибольшей известностью пользуется портрет Крылова, исполненный в 1824 году и ныне хранящийся в Русском музее. Гравюра, выполненная И. П. Фридрицем на основе этой пастели, была напечатана в издании басен 1825 года. В том же году 16 сентября совет Академии художеств принял Оленина в «назначенные», а 21 сентября 1827 года — почётным вольным общником. Им же были созданы портреты А. Н. Оленина, Н. Гнедича, генерала П. П. Коновницына, Пушкина, балерины А. И. Истоминой, композитора К. Кавоса.

## Брак и дети

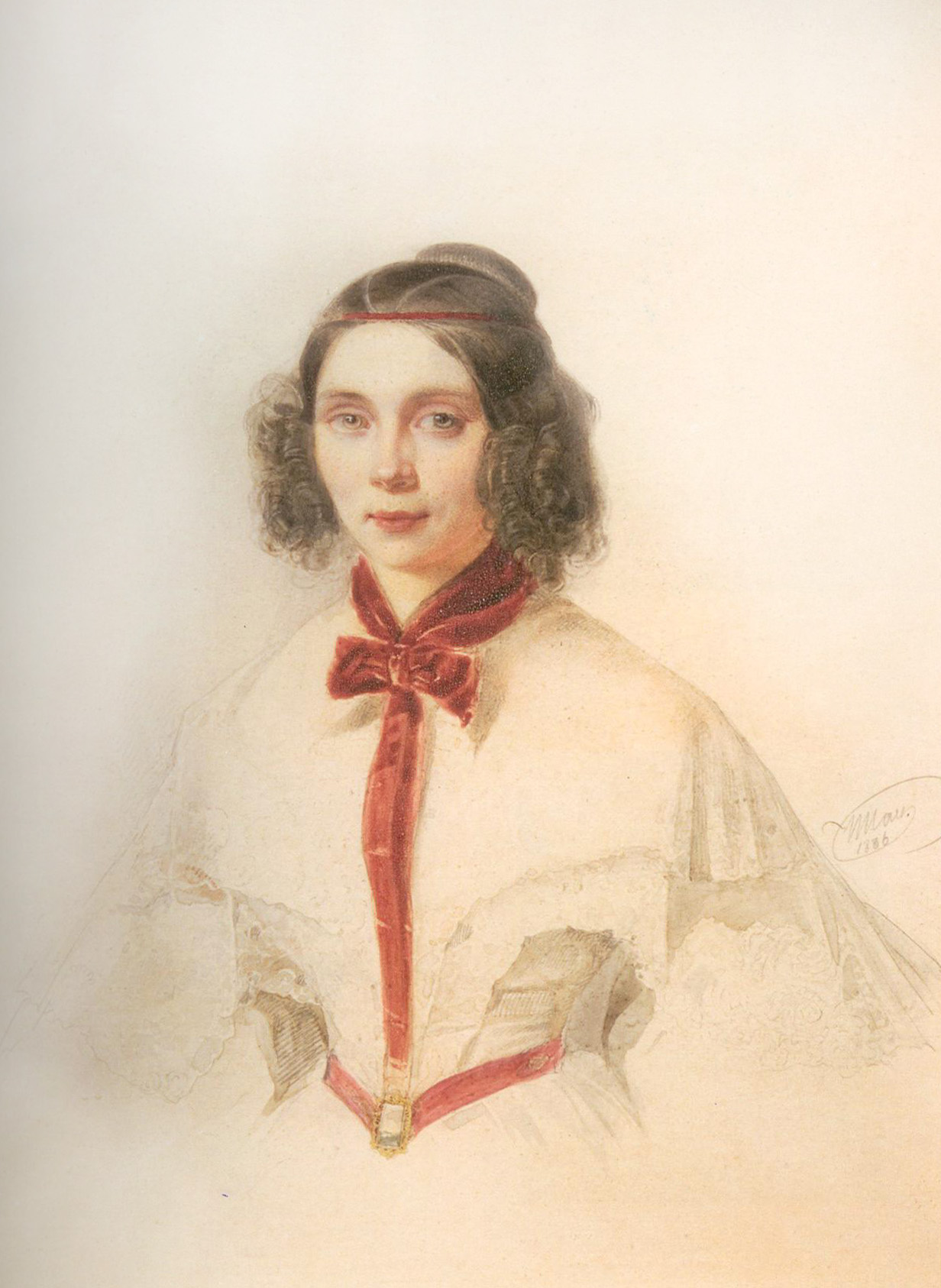
Мария Сергеевна Оленина на акварели В. И. Гау (1836)

В январе 1831 года в Митине Пётр Алексеевич обвенчался со своей троюродной сестрой Марией Сергеевной Львовой (1810—1899), дочерью новоторжского уездного предводителя дворянства Сергея Дмитриевича Львова и Татьяны Петровны Полторацкой. Родственница Олениных, Ф. П. Полторацкая, писала невесте:
Поздравляю тебя, моя бесценная Маша, с переменой судьбы твоей! Наслышалась от брата Петра Мар<ковича> с самой выгодной стороны о редких качествах Петра Алексеевича, я восхищаюсь, мой ангел, что бог благословил тебя принадлежать столь достойному человеку…
 По отзыву современника, Мария Сергеевна «вся состояла из приветливости и ласки; её разговор, все её движения были исполнены мягкости, кротости и любви. Она была богата здравым смыслом, развитием и детьми. Но главным её богатством было сердце, в котором была бездна любви для всех». По воспоминаниям правнучки Олениных, детей своих Мария Сергеевна «воспитывала в строгости, в простой деревенской обстановке без всякой роскоши и излишков», она «очень любила романсы Глинки, любила «Евгения Онегина» и знала из него многие отрывки наизусть, откуда-то доставала номера герценовского «Колокола», но вместе с тем любила смеяться над приключениями «Мадам Курдюковой». Она никогда не сидела сложа руки, её любимым занятием было вышивание на пяльцах, вышивала она «воздухи», плащаницы и жертвовала их во многочисленные монастыри и церкви». В браке родились:
- Елизавета (1832—1919/1922) — невеста Джамалуддина, замужем в первом браке за Александром Александровичем Дмитриевым-Мамоновым (1829—1875), сыном А. И. Дмитриева-Мамонова, во втором — бароном Романом Александровичем Энгельгардтом;
- Алексей (26.01.1833[10]—1910) — крестник К. М. Полторацкого и графини Е. З. Канкриной; гласный Рязанского губернского земского собрания, директор московского Строгановского художественного училища, женат на Варваре Александровне Бакуниной (1838—1894), дочери А. П. Бакунина. Их дети: Александр, Пётр, Варвара, Мария;
- Сергей (1834—1895) — подпоручик, женат на Анне Михайловне Благово, во втором браке Ал(ь)янчиковой . У них сыновья: Сергей и Пётр;
- Татьяна (1836—1922) — с 1858 года замужем за статским советником Александром Петровичем Балавенским (1827—1906);
- Николай (1838—1899) — действительный статский советник, тверской предводитель дворянства; женат на Вере Аполлоновне Уваровой (1844—1907), сестре С. А. Уварова;
- Евгений (1843—около 1887).

## Награды
- орден Святого Владимира 4-й степени с бантом;
- орден Святой Анны 3-й степени;
- орден Святой Анны 2-й степени;
- серебряная медаль «В память Отечественной войны 1812 года».

## В кинематографе
В биографическом художественном фильме «Аманат» (2022), посвященном сыну имама Шамиля Джамалуддину, роль П. А.  Оленина исполнил Виталий Коваленко.